# ポンペイ最後の日 (1935年の映画)
『ポンペイ最後の日』（ポンペイさいごのひ、原題：The Last Days of Pompeii ）は、1935年のアメリカ合衆国のモノクロ映画。エドワード・ブルワー＝リットンの同名小説に触発された作品だが、内容的には同作とは関係のないオリジナル作品である。
ローマ帝国隆盛の頃、一介の鍛冶屋職人から自らの運命に翻弄され、闘技場の剣闘士となり、やがて富豪の奴隷商人となった男の波瀾万丈の半生を、79年ヴェスヴィオ火山噴火をクライマックスに描いたスペクタクル・ロマン映画。

## ストーリー
ローマ人の余暇地として栄えたポンペイは、捕虜や奴隷を戦わせる剣闘士闘技が盛栄だった。そこに後に富豪の奴隷商人となる鍛冶屋職人のマーカスが妻と乳飲み子と3人慎ましく暮らしていた。力持ちのマーカスは、剣闘士闘技に出場すれば大金が稼げると誘われていたが、人殺しを嫌って断っていた。
ある日、3人で銀貨1枚を持って人形劇を見に出かけたところ、妻と子供が馬車に撥ねられ瀕死の重傷を負ってしまった。医者は前金を貰わないと診察しないと断り、さらに家の前では税務官が「今日中に納税しないと家財を差し押さえる」と叫んでいた。追いつめられたマーカスは剣闘士闘技に出場、怯える相手を刺し殺して金を手に入れた。しかし、急いで家に戻ると妻も子も死んでいた。その日からマーカスは人が変わり「世の中はすべて金だ」が口癖になった。
マーカスは職業剣闘士になり、剣闘士闘技で優勝、「戦いの神」と称えられていた。ある日、ルウォクという男と戦い、危ないながらもなんとか刺し殺した。楽屋で余韻に浸っているとき、初めてルウォクに7歳の息子がいることを知ったマーカスは、その子の生い立ちを聞き、その場で養子にすることにした。
その後、カルタゴから来たマーミックスとの争いに破れ、剣闘士として致命的な傷を負い引退を決意、ユダヤに行って戦車レース用の馬を買う旅に出かけることにした。そこで盲目の占い師から、エルサレムに偉人がいることを教えられた。
エルサレムの偉人とはイエスのことだったが、イエスのことを知らぬマーカスはユダヤの総督ピラトに会った。ちょうどその頃ピラトは砂漠の蛮族ヘロドに手を焼いていたため、マーカスに「ヘロドを殺せば馬も財宝も手にはいる」と耳打ちした。
ヘロドを殺し、馬と財宝を持って宿に戻ってきたマーカスを待っていたのは、前の晩、馬に蹴られて瀕死の重傷を負った息子だった。その息子をイエスが奇跡で助けてくれた。
その頃ピラトは、無実の罪でイエスの死刑を命じていた。民衆はマーカスに助けを求めたが、ピラトの命を受け十字架に貼り付けにされていたイエスを救うことはできなかった。
その後マーカスはポンペイに戻り、奴隷商人として成功し、闘技場の主になった。ポンペイ一番の金持ちになったが、奴隷から憎まれ、成人となった息子も奴隷を殺すことを反対し、蔭で囚人の逃亡を手助けしていた。
逃亡していた囚人が捉えられ、一緒に捕らえられた息子も死刑囚として闘技場にかり出された。それを知ったマーカスは息子を助けようと闘技の中止を求めるが、観衆には聞き入れられず、ついに彼の望まない闘いが始まってしまう。一同が熱狂する中、どうすることも出来ないマーカス。
その時、ヴェスヴィオ山が突如大噴火を起こす。巻き起こる天変地異に市民はパニックを起こし、争って海岸に逃れようとする。茫然自失のマーカスは、そこでかつて恨みを持った男が息子をかばって息絶えるさまを目の当たりにする。どんな人間であろうと守りたい人がいることを悟った彼は、財宝を運ぶ荷かごから金品を捨てさせ、一人でも多くの怪我人や子供達を救うよう命じる。そこで偶然にも傷付いた息子と再会するマーカス。
彼は息子を他の怪我人や民衆らと共に船で逃がし、その船を奪おうとする役人や兵士達の前に立ちはだかるが、刃に倒れる。しかし役人達も天変地異に巻き込まれてしまうのだった。こうしてポンペイは廃墟と化した。
そして瀕死のマーカスはイエスの幻を見て、息絶えるのだった。

## キャスト
| 役名               | 俳優                   | 日本語吹き替え | 日本語吹き替え |
| 役名               | 俳優                   | NHK版          | 東京12ch版     |
| ------------------ | ---------------------- | -------------- | -------------- |
| マーカス           | プレストン・フォスター | 小沢重雄       | 納谷悟朗       |
| ベルビックス       | アラン・ヘイル         |                | 堀勝之祐       |
| ピラト             | ベイジル・ラスボーン   | 金内吉男       | 井関一         |
| フラビウス         | ジョン・ウッド         |                | 田中信夫       |
| 知事               | ルイス・カルハーン     |                |                |
| フラビアス         | デイビッド・ホルト     | 笹川文子       |                |
| クロディア         | ドロシー・ウィルソン   | 本山可久子     |                |
| 剣闘士マーメックス | ワード・ボンド         |                |                |

- NHK版：初回放送1963年8月17日『劇映画』15:25-17:02
- 東京12ch版：初回放送1968年10月21日